# Malte aux Jeux olympiques d'été de 2016
Malte participe aux Jeux olympiques d'été de 2016 à Rio de Janeiro au Brésil du 5 août au 21 août. Il s'agit de sa 16e participation à des Jeux d'été.
La délégation maltaise est composée de sept participants (quatre hommes et trois femmes), tous qualifiés par le biais d'une invitation  de la fédération internationale (pour l'athlétisme et la natation) ou d'une commission tripartite (pour le tir et l'haltérophile). 
Les participants sont:
- Eleanor Bezzina (tir, pistolet à 10 m air comprimé et pistolet à 25 m)

- Luke Bezzina (athlétisme, 100 mètres)

- Andrew Chetcuti (natation, 100 mètres nage libre). Il est porte-drapeau de la délégation maltaise lors de la cérémonie d'ouverture.

- William Chetcuti (tir, double trap). Il devient le premier Maltais à avoir participé à quatre Jeux Olympiques.

- Kyle Micallef (haltérophilie, moins de 85 kg). Il est le premier haltérophile maltais participant aux Jeux Olympiques.

- Nicola Muscat (natation, 50 mètres nage libre)

- Charlotte Wingfield (athlétisme, 100 mètres). Elle est porte-drapeau de la délégation maltaise lors de la cérémonie de clôture

## Athlétisme

### Homme

#### Course
| Athlétes     | Compétitions | Tour préliminaire | Tour préliminaire | Série   | Série   | Demi-finales | Demi-finales | Finale  | Finale  |
| ------------ | ------------ | ----------------- | ----------------- | ------- | ------- | ------------ | ------------ | ------- | ------- |
| Athlétes     | Compétitions | Temps             | Rang              | Temps   | Rang    | Temps        | Rang         | Temps   | Rang    |
| Luke Bezzina | 100 mètres   | 11.04             | 3e                | Eliminé | Eliminé | Eliminé      | Eliminé      | Eliminé | Eliminé |

### Femme

#### Course
| Athlètes            | Compétitions | Tour préliminaire | Tour préliminaire | Série | Série | Demi-finales | Demi-finales | Finale   | Finale   |
| ------------------- | ------------ | ----------------- | ----------------- | ----- | ----- | ------------ | ------------ | -------- | -------- |
| Athlètes            | Compétitions | Temps             | Rang              | Temps | Rang  | Temps        | Rang         | Temps    | Rang     |
| Charlotte Wingfield | 100 mètres   | 11.86             | 1er               | 11.90 | 8e    | Éliminée     | Éliminée     | Éliminée | Éliminée |